# Guillermina de Sagan

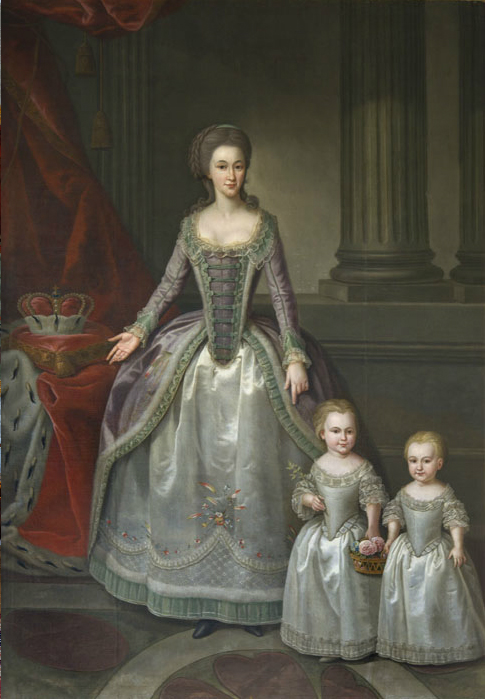
Guillermina con su madre, Dorotea von Medem, y su hermana, Paulina.

Catalina Federica Guillermina Benigna, princesa de Curlandia, duquesa de Sagan (Mitau, 8 de febrero de 1781-Viena, 29 de noviembre de 1839), fue una noble alemana perteneciente a la familia reinante de Curlandia y Semigalia, y duquesa soberana de Sagan. Guillermina es principalmente conocida por su relación con Klemens von Metternich, político y diplomático del Imperio austríaco.
La transcripción francesa de su nombre es Wilhelmine Catherine Frédérique Biron, y en checo, Kateřina Frederika Vilhelmína princezna Kuronská. En la República Checa es conocida como Kateřina Zaháňská (Zaháň es el nombre checo de Żagań).
- Datos: Q272289
- Multimedia: Wilhelmine von Sagan / Q272289